# Matthew Conger
Matthew Conger, (Plano, 11 de outubro de 1978) é um árbitro de futebol Neozelandês que faz parte do quadro da Federação Internacional de Futebol (FIFA).

## Carreira
Matthew Conger foi escolhido como árbitro dos Jogos Olímpicos de Verão de 2016 e da Copa do Mundo FIFA de 2018.